# Chambarak
Chambarak (armenio: Ճամբարակ) es una comunidad urbana de Armenia perteneciente a la provincia de Geghark'unik'.
En 2011 tiene 5850 habitantes.
Cuenta con numerosos jachkares del siglo XIII. Fue fundada en la década de 1830 por inmigrantes rusos con el nombre de Mikhaylovka. referencia a la localidad medieval homónima que existió en esta zona.
Se ubica unos 10 km al norte del lago Sevan, en la frontera con Azerbaiyán.